# Удден, Катарина Кристина
Катарина Кристина Удден, урождённая Экмарк (швед. Catharina Christina Uddén; 4 мая 1762, Линчёпинг — 9 октября 1821, Сёдерхамн) — шведская писательница и поэтесса.

## Биография и творчество
Катарина Кристина Экмарк родилась в 1762 году в Линчёпинге. Её родителями были Юхан Экмарк и Катарина Экнер. В 1792 году она вышла замуж за пастора Юхана Уддена и поселилась с мужем в Стокгольме. С 1794 по 1803 год у них родились четверо детей. В 1809 году Юхана Уддена назначили священником в приходе Сёдерхамна, и семейство переселилось туда. Вскоре супружеская пара начала играть заметную роль в культурной жизни города, а их дом стал местом встреч, литературных чтений и музыкальных вечеров.
В качестве жены священника Катарина должна была принимать активное участие в жизни общества, в том числе таких событиях, как крещение детей, именины и свадьбы. Однако необычным было то, что она каждый раз писала в честь этих событий стихотворения. В 1819 году, под псевдонимом C.C.U., вышла её книга «Familj-Gåfvan eller Stycken egnade åt högtidligheter inom Familjerna, jemte andra Vitterhets-Försök», содержавшая оды, эпитафии, слова песен, шарады и небольшие пьески для любительских постановок. Многие из них создавались для определённых людей по определённому случаю, например, в честь выздоровления после долгой болезни или в день именин.
Катарина Кристина Удден писала также лирические стихотворения и баллады. Одно из её стихотворений повествует о юной девушке, впервые ощущающей зарождение любви и мечтающей познать плотские радости. В предисловии к своей книге она сетует, что из-за своего пола не получила должного образования и что часто её творческие порывы вступали в конфликт с напоминаниями о «долге и обязанностях женщины». Тем не менее, её творчество имело определённый успех, что подтверждается списком из 400 подписчиков из разных городов Швеции — они заранее объявили, что приобретут книгу, чтобы гарантировать её выпуск в печать.
Катарина Кристина Удден умерла в Сёдерхамне в 1821 году.